# Суд присяжных в России

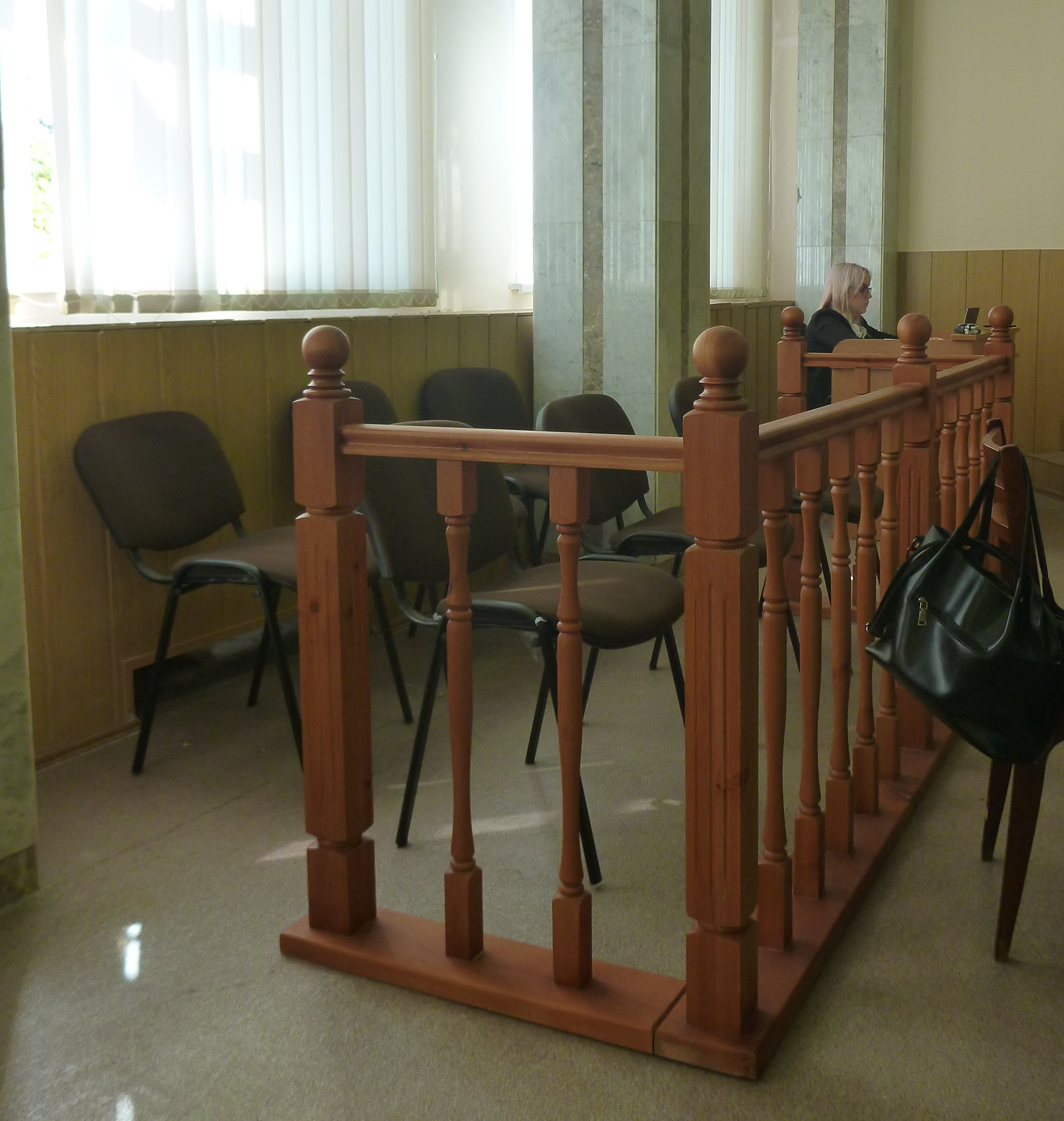
Огороженное место коллегии присяжных в зале Верх-Исетского районного суда Екатеринбурга. За ограждением 6 посадочных мест — по числу присяжных. Фото 2020 года

Суд присяжных в России — форма судопроизводства по уголовным делам в Российской Федерации, при которой вопросы факта, то есть вопросы о том, было или не было совершено само преступление, совершил ли подсудимый данное преступление, в том числе виновен ли подсудимый в его совершении, заслуживает ли он снисхождения, решают не профессиональные судьи-юристы, а коллегия граждан-неюристов, сформированная методом случайной выборки. Решение вопросов права — юридическая квалификация содеянного, назначение наказания, разрешение гражданского иска и т. д. остаётся за профессиональным судьёй, председательствующим в процессе. Количество дел, рассматриваемых коллегиями присяжных в России невелико — несколько сотен в год (224 дела за 2017 год). Профессиональные суды рассматривают примерно в тысячу раз больше дел. Однако доля оправдательных вердиктов по делам, рассмотренным с участием присяжных, намного выше, чем по делам, которые находились в производстве профессиональных судей. Чаще всего оправдательный приговор, вынесенный на основании вердикта коллегии присяжных, обжалуется и его отменяет вышестоящий суд, который направляет дело на новое судебное рассмотрение в ином составе суда. При этом бывают случаи, когда по одному уголовному делу суд присяжных по первой инстанции (в разном составе суда) несколько раз оправдывал подсудимого и каждый раз вышестоящий суд отменял оправдательный приговор и дело вновь рассматривалось присяжными.
Суд присяжных существовал в Российской империи (с 1864 года), а также в Российской республике. В конце 1917 года суд присяжных был упразднён советской властью, однако до начала 1920-х годов сохранялся на территориях, контролировавшимися белыми, а также в Дальневосточной республике. Восстановлен был суд присяжных в России в 1993 году. В постсоветской России присяжные рассматривали лишь небольшую часть дел. В 2008 - 2013 годах полномочия суда присяжных были существенно сокращены: из ведения присяжных были изъяты уголовные дела по большинству статей Уголовного кодекса, право на суд присяжных по всем статьям потеряли женщины, мужчины старше 65 лет и несовершеннолетние. В конце 2017 года право на рассмотрения их дел с участием присяжных было возвращено женщинам, несовершеннолетним и мужчинам старше 65 лет. С 1 июня 2018 года в России действует новый порядок рассмотрения дел с участием коллегии присяжных. Численность коллегии присяжных в России составляет 6 человек в районных (городских) судах и 8 человек в областных и приравненных к ним судах.

## В Российской империи
В России предложение о введении суда присяжных впервые было представлено Екатерине II русским учёным-юристом С. Е. Десницким в начале работы Уложенной комиссии 1767 года. Государственный деятель М. М. Сперанский предлагал эту форму суда Александру I в 1809 году. В программных документах декабристов («Конституция» Н. М. Муравьева и «Русская Правда» П. И. Пестеля) он также предусматривался. Например, согласно проекту конституции Муравьёва, любая тяжба, превышающая 25 рублей серебром исковой стоимости, а также любое уголовное дело должны были проводиться судом присяжных.
Суд присяжных был введён в систему российского судопроизводства в ходе судебной реформы 1864 года. Официальный старт реформы был дан 20 ноября 1864 года принятием судебных уставов. Детальную разработку статей законодательства о суде присяжных вели видные юристы того времени: Д. А. Ровинский, С. И. Зарудный и Н. А. Буцковский.
21 августа 1866 года в Московском Кремле, в Митрофаньевском зале (ныне Екатерининский зал) Большого Кремлёвского дворца, Московским окружным судом под председательством Д. С. Синеокова-Андриевского прошёл первый в Российской империи суд с участием присяжных заседателей.
На окраинах России уставы вводились со значительными изменениями. Окончательно судебная реформа была завершена к 1896 году.
В таком виде суд присяжных просуществовал до принятия Декрета о суде № 1 в конце 1917 года.
Суду присяжных были подсудны те преступления, «за которые в законе положены наказания, соединённые с лишением или ограничением прав состояния». Мелкие уголовные дела решались мировыми судьями; без участия присяжных заседателей рассматривались в окружных судах дела о бродяжничестве, а первой инстанцией для дел о государственных преступлениях являлись судебные палаты с участием сословных представителей. По количеству дел, приходившихся на суд присяжных, Россия значительно превосходила страны Западной Европы. В середине 1880-х годов, по подсчётам А. Ф. Кони, «суду присяжных в России подсудно втрое больше дел, чем во Франции, и вчетверо больше, чем в Австрии».
Присяжным заседателем мог быть мужчина из любого сословия в возрасте от 25 до 70 лет, умеющий читать по-русски и проживавший не менее двух лет в том уезде, где проводилось избрание в присяжные. Не допускались в присяжные находящиеся под судом и осуждённые за деяния, влекущие наказание не ниже тюрьмы, а также не оправданные судебными приговорами за такие деяния; исключённые из службы по суду, из духовного ведомства за пороки и из среды обществ и дворянских собраний по приговорам своих сословий; несостоятельные должники и состоящие под опекою за расточительность; слепые, глухие, немые и лишённые рассудка; домашняя прислуга и впавшие в крайнюю бедность. От выполнения обязанностей присяжных также освобождались государственные и муниципальные служащие, депутаты городских дум а с 1906 года — и действующие депутаты Государственной думы.
Специальные комиссии в каждом уезде составляли общие списки тех, кто имел право на избрание в присяжные заседатели. В них вносились почётные мировые судьи, гражданские чиновники не выше 5-го класса, а также лица, занимавшие выборные общественные должности. В последнюю категорию входили и крестьяне, избранные в волостные суды, исполнявшие должности сельских старост, волостных старшин, голов и другие должности по крестьянскому общественному управлению, а также церковные старосты и гласные земских собраний.
Для остальных устанавливался имущественный ценз: присяжными заседателями могли назначаться лица, «владеющие землёй в количестве не менее 100 десятин или другим недвижимым имуществом ценою: в столицах — не менее 2 000 рублей, в губернских городах и градоначальствах — не менее 1 000, а в прочих местах — не менее 500 рублей, или же получающие жалование, или доход от своего капитала, занятия, ремесла или промысла: в столицах — не менее 500, а в прочих местах — не менее 200 рублей в год». В 1887 г. ценз по доходу был увеличен более чем вдвое.
В 1873 году среди очередных и запасных присяжных Петербурга и его уезда находилось: дворян и чиновников — 54 процента, купцов — 14,6, мещан — 26,4 и крестьян — 5 процентов. В 1883 году, соответственно: 53 процента, 13,4, 29 и 4,6 процента.
Что касается присяжных заседателей столичных губерний в целом (вместе с нестоличными уездами), то в большинстве своём они также являлись представителями привилегированных сословий. Крестьяне составляли среди них в среднем менее трети присяжных, несмотря на то что в нестоличных уездах среди присяжных их было больше половины.
При этом больше половины провинциальных присяжных было представлено крестьянами, тогда как дворяне, чиновники и купцы составляли в сумме около четверти заседателей. Согласно «Сведениям о присяжных заседателях по Великолуцкому уезду», 85 процентов крестьян, внесённых в списки присяжных с 1879 по 1882 год, были сельскими старостами, волостными старшинами и т. п. Крестьян, имевших не менее 100 десятин земли, насчитывалось в этих списках 11 процентов, а получавших доход не менее 200 рублей в год — только 4 процента. При этом богатые крестьяне обычно избегали выборных должностей и большинство крестьян, попавших в списки присяжных на основании «служебного» ценза, были достаточно бедными. Газеты порой называли суд присяжных «судом нищих». Некоторые земства по своей инициативе стали выдавать нуждающимся присяжным небольшие пособия. Однако 5 сентября 1873 года Сенат запретил это, исходя из того, что Положение о земских учреждениях не предусматривало таких расходов. В 1887 году неимущим было дано право отказаться от участия в суде присяжных.
Законом о введении суда присяжных в девяти западных губерниях (Киевской, Волынской, Подольской, Витебской, Виленской, Ковенской, Гродненской, Могилевской и Минской) специально оговаривалось, что доля евреев среди присяжных не должна превышать их процентного отношения к общей численности населения. Старшинами присяжных могли быть только христиане; участие иудеев в рассмотрении дел о преступлениях против веры не допускалось. В результате в Киевской и Волынской губерниях, где евреи в некоторых уездах составляли половину населения, среди присяжных их насчитывалось лишь около 10 процентов.
С конца 1870-х годов, после нескольких громких дел, окончившихся оправданием, суд присяжных стал подвергаться резкой критике. В 1878, 1882, 1885 и 1889 годах были приняты законы об изъятии ряда преступлений из подсудности суда присяжных. Первый из них был принят после скандального оправдания присяжными Веры Засулич.
Систематически оправдывая большинство обвинявшихся в нарушении паспортного режима и в мелких кражах со взломом, присяжные заседатели практически парализовали действие ряда статей Уложения о наказаниях и вынудили правительство изменить их. Законами 1881 года (18 мая и 27 октября) и 18 декабря 1885 года мера наказания за эти преступления, а также для несовершеннолетних была уменьшена настолько, что дела об этих преступлениях перешли в ведение мирового суда.
В 1885 году во владимирском окружном суде присяжные оправдали бастовавших рабочих Морозовской фабрики. В результате этого процесса был принят закон о надзоре за взаимоотношениями между фабрикантами и рабочими.

## В современной России
Возрождение суда присяжных в СССР стало активно обсуждаться с конца 80-х годов XX в.
9 июня 1989 года Съезд народных депутатов СССР принимает Постановление «Об основных направлениях внутренней и внешней политики СССР», в котором впервые на общегосударственном официальном уровне был поднят вопрос о возрождении суда присяжных:

Съезд поручает Верховному Совету СССР обеспечить проведение судебной реформы к середине будущего года, чтобы создать действительно независимую и авторитетную судебную систему, рассмотрев возможность использования такой демократической формы судопроизводства, какой является суд присяжных. Судебные системы союзных республик должны строиться с учетом их политических, правовых и культурных традиций, при соблюдении всех принципов демократического правосудия.

13 ноября 1989 года принимаются Основы законодательства Союза ССР и союзных республик о судоустройстве, в статье 11 которых говорилось о возможности решения виновности подсудимого в преступлениях, за совершение которых законом предусмотрена смертная казнь либо лишение свободы на срок дольше 10 лет, судом присяжных (расширенной коллегией народных заседателей).
Законом СССР от 10 апреля 1990 года № 1423-1 вносятся изменения в Основы уголовного судопроизводства Союза ССР и союзных республик, согласно которым «по делам о преступлениях, за совершение которых законом предусмотрена смертная казнь либо лишение свободы на срок свыше десяти лет, вопрос о виновности подсудимого может решаться судом присяжных (расширенной коллегией народных заседателей). Законодательством союзных республик могут быть установлены и иные категории дел, подсудных суду присяжных (расширенной коллегии народных заседателей)».
В октябре 1991 года Постановлением Верховного Совета РСФСР была одобрена Концепция судебной реформы, положившая начало новому этапу отечественного правосудия.
С принятием поправок в Конституцию РСФСР (1991—1992 гг.) и Конституции России (12 декабря 1993 года) право обвиняемых на рассмотрение их дел судом присяжных закрепилось на высшем законодательном уровне. Закон РФ от 16 июля 1993 года дополнил УПК РСФСР разделом X «Производство в суде присяжных». Суд присяжных с 1 ноября 1993 года был образован в Московской, Ивановской, Рязанской и Саратовской областях, а с 1 января 1994 года в Алтайском и Краснодарском краях, Ростовской и Ульяновской областях.. Процесс внедрения судов присяжных в России занял более 10 лет: в одних регионах они появились раньше, а в других много позднее. Так в Свердловской области суд присяжных появился только в 2003 году.
Первый процесс с участием присяжных в современной России проходил с 15 по 17 декабря 1993 года в Саратовском областном суде над братьями Артуром и Александром Мартыновыми, обвиняемыми в умышленном убийстве трёх человек, совершённом из корыстных побуждений и с особой жестокостью, а также в разбойном нападении, совершённом группой лиц по предварительному сговору. В итоге деяния братьев были переквалифицированы на значительно более мягкую статью УК, что определило им меньший срок заключения.
До 1 июня 2018 года коллегии присяжных действовали только в областных (краевых) и приравненных к ним судах. Около десяти лет институт присяжных в современной России сосуществовал параллельно с институтом народных заседателей, доставшимся от советского периода. В 2004 году институт народных заседателей в России был упразднён.

### Сокращение перечня составов уголовных дел, рассматриваемых присяжными в 2008—2013 годах
Доля уголовных дел, которые в постсоветской России рассматривались присяжными, была небольшой. До 2009 года суд присяжных мог рассматривать дела по 47 составам преступлений.
В 2008—2013 годах произошло сокращение перечня составов преступлений, которые правомочны рассматривать присяжные:
- С 2008 года из компетенции судов присяжных были изъяты дела о терроризме, вооружённом мятеже с целью захвата власти, диверсии, массовых беспорядках. По мнению А. И. Насонова этот шаг был вызван стремлением власти получить по данным составам преступлений угодные ей приговоры;
- С 2013 года в связи с введением апелляции в уголовный процесс из ведения присяжных были изъяты дела о взяточничестве, преступлении против правосудия, транспортные преступления, половые преступления. Эти дела были переданы в ведение районных (городских судов), где коллегий присяжных не было.

Кроме того, право на суд присяжных лишились по всем составам преступления женщины, мужчины в возрасте старше 65 лет, а также лица, обвиняемые в совершении неоконченного преступления (если их деятельность была пресечена на стадии приготовления или покушения).
Количество дел, рассматриваемых присяжными, в начале 2010-х годов исчислялось несколькими сотнями в год. Так, в 2012 году присяжные вынесли вердикты по 516 делам в отношении 975 лиц, а в 2013 году — 542 вердикта в отношении 954 лиц.
Поправки 2013 года привели к тому, что количество дел, рассматриваемых коллегией присяжных, резко сократилось. По данным Судебного департамента при Верховном суде Российской Федерации по состоянию на 31 декабря 2013 года находились 833 дела, рассматриваемые с участием присяжных, тогда как на 31 декабря 2014 года таких дел было 492 (то есть за год количество дел сократилось на 41 %).

### Реформа суда присяжных 2016 года
В феврале 2016 года Конституционный суд РФ вернул женщинам право выбирать суд присяжных при рассмотрении дел об убийствах с отягчающими обстоятельствами (ч. 2 ст. 105 Уголовного кодекса), обязав внести соответствующую поправку в законы. Но и после этого решения число дел, рассматриваемых присяжными, оставалось небольшим. За 2017 год, по словам Сергея Пашина, в России с участием присяжных прошло только 224 процесса.
5 декабря 2014 года президент РФ Владимир Путин предложил расширить компетенцию судов присяжных. В ответ на это поручение заместитель председателя Верховного суда Российской Федерации В. А. Давыдов в марте 2015 года распространил от имени Верховного суда Российской Федерации предложения по расширению компетенции судов присяжных, предусматривавшие следующее:
- Включение в перечень составов преступлений, подсудных присяжным Ч. 1 статьи 105 и части 4 статьи 111 Уголовного кодекса Российской Федерации;
- Разрешить по ходатайству обвиняемого по статьям о тяжких и особо тяжких преступлениях (а также несовершеннолетнего обвиняемого) рассмотрение уголовного дела в составе судьи и двух судебных заседателей;
- Рассмотрение дел, за которые в качестве меры наказания может быть назначена смертная казнь или пожизненное лишение свободы коллегией в составе профессионального судьи и пяти присяжных. При этом профессиональный судья имеет право вето на вынесенный оправдательный вердикт.

Фактически Верховный суд Российской Федерации предложил ликвидировать в России суд присяжных, заменив его коллегией, состоящей из судьи и судебных заседателей. Это делало полномочия присяжных даже меньшими, чем у советских народных заседателей. В советской судебной системе в случае, если оба народных заседателя голосовали за оправдательный приговор, а профессиональный судья за обвинительный, то суд был обязан вынести оправдательный приговор.
В феврале 2016 года президент РФ Владимир Путин предложил распространить суд присяжных до уровня районных судов, чтобы «предоставить как можно большему числу граждан избрать именно эту форму правосудия». В то же время он поставил под вопрос установленное количество присяжных заседателей в 12 человек. Это стало началом реформы суда присяжных.
В 2016 году был принят закон, который с 1 июня 2018 года ввёл в России новые принципы рассмотрения уголовных дел присяжными:
- Коллегия присяжных была сокращена до восьми человек в областных (и приравненных к ним) судах;
- Коллегии присяжных создаются в районных (городских) судах, но численность их составит шесть человек;
- Право на суд присяжных получили лица, обвиняемые по части 1 статьи 105 Уголовного кодекса Российской Федерации и по части 4 статьи 111 Уголовного кодекса Российской Федерации.

Подготовка к началу реализации закона шла медленно. В 2017 году Председатель Верховного суда Российской Федерации Вячеслав Лебедев заявил, что в большинстве регионах России даже не началась подготовка к введению судов присяжных.

### Суд присяжных в России после 2016 года
Расширение перечня статей, дела по которым может рассматривать коллегия присяжных, привело к увеличению числа подсудимых, которые выбрали суд присяжных. Статистика в 2018—2022 годах показывала следующие данные по рассмотрению дел с участием присяжных:
- 2019 год — вынесены приговоры в отношении 1095 лиц (470 человек в судах субъектов Российской Федерации и 625 человек в районных (городских) судах);
- 2020 год — вынесены приговоры в отношении 1030 лиц (367 человек в судах субъектов Российской Федерации и 663 человека в районных (городских) судах);
- 2021 год — вынесены приговоры в отношении 1231 человека (436 человек в судах субъектов Российской Федерации и 795 человек в районных (городских) судах).

Из 795 лиц, в отношении которых приговоры были вынесены районными (городскими) судами в 2021 году 58 % были признаны виновными, 35,6 % были оправданы, а в отношении 6,4 % дела прекращены по нереабилитирующим основаниям. Из 436 человек, в отношении которых приговоры были вынесены судами субъектов Российской Федерации в 2021 году 70,4 % были признаны виновными, 17,9 % были оправданы, в отношении 11,7 % уголовные дела были прекращены по нереабилитирующим основаниям. В 2022 году судами присяжных рассмотрены 1096 дел в отношении 1385 лиц, из которых были осуждены 1006 лиц (73 %) и оправданы 379 лиц (27 %).
В целом реформа суда присяжных привела к росту доли оправдательных вердиктов в судах субъектов Российской Федерации. До реформы в 2015—2018 годах процент оправданий с коллегией из 12 присяжными был 10-11 %, а после реформы коллегия из 8 присяжных стала оправдывать 17-18 % подсудимых.
В 2023 году полномочия суда присяжных были вновь сокращены — из компетенции суда присяжных с 24 июня 2023 года исключили уголовные дела по части 4 статьи 210 и по статье 210.1 Уголовного кодекса Российской Федерации.

### Особенности судопроизводства
С 1 июня 2018 года обвиняемый любого пола и возраста имеет право заявить ходатайство на рассмотрение его уголовного дела судом первой инстанции в составе профессионального судьи и коллегии из 6 (8) присяжных заседателей в случае, если он обвиняется:
- по уголовному делу, по которому может быть назначены пожизненное лишение свободы или смертная казнь, по следующим статьям:
  - 105 «Убийство» частью второй,
  - 228.1 «Незаконные производство, сбыт или пересылка наркотических средств…» частью пятой,
  - 229.1 «Контрабанда наркотических средств…» частью четвёртой,
  - 277 «Посягательство на жизнь государственного или общественного деятеля»,
  - 295 «Посягательство на жизнь лица, осуществляющего правосудие или предварительное расследование»,
  - 317 «Посягательство на жизнь сотрудника правоохранительного органа»,
  - 357 «Геноцид»;
- или по уголовному делу по следующими статьям:
  - 126 «Похищение человека» частью третьей,
  - 209 «Бандитизм»,
  - 211 «Угон судна воздушного или водного транспорта либо железнодорожного подвижного состава» частью первой — третьей,
  - 227 «Пиратство»,
  - 353 «Планирование, подготовка, развязывание или ведение агрессивной войны»,
  - 354 «Публичные призывы к развязыванию агрессивной войны»,
  - 355 «Разработка, производство, накопление, приобретение или сбыт оружия массового поражения»,
  - 356 «Применение запрещённых средств и методов ведения войны»,
  - 358 «Экоцид»,
  - 359 «Наёмничество», частями первой и второй,
  - 354.1 «Реабилитация нацизма»
  - 355 «Разработка, производство, накопление, приобретение или сбыт оружия массового поражения»
  - 356 «Применение запрещенных средств и методов ведения войны»
  - 357 «Геноцид»
  - 360 «Нападение на лиц или учреждения, которые пользуются международной защитой».
- По уголовному делу, по которому не может быть назначена смертная казнь или пожизненное лишение свободы, по следующим составам:
  - 105 «Убийство» часть первая;
  - 111 «Умышленное причинение тяжкого вреда здоровью» часть четвёртая (умышленное причинение тяжкого вреда здоровью, повлёкшее смерть потерпевшего (потерпевших).

Уголовное дело, в котором участвует несколько подсудимых, рассматривается судом с участием присяжных заседателей в отношении всех подсудимых, если хотя бы один из них заявляет ходатайство о рассмотрении уголовного дела судом в данном составе.
Если подсудимый не заявил ходатайство о рассмотрении его уголовного дела судом с участием присяжных заседателей, то данное уголовное дело рассматривается другим составом суда в порядке, установленном законом.
Ходатайство о рассмотрении уголовного дела с участием присяжных заседателей заявляется в ходе предварительного слушания по делу (ст. 325 УПК РФ). Постановление судьи о рассмотрении уголовного дела с участием присяжных заседателей является окончательным. Последующий отказ подсудимого от рассмотрения уголовного дела судом с участием присяжных заседателей не принимается. Однако в случае возврата дела на стадию предварительного слушания (например после отмены приговора или возврата дела прокурору и повторному направлению дела в суд) решение о форме судопроизводства принимается судом вновь. В этом случае возможен отказ подсудимого от рассмотрения дела судом с участием присяжных заседателей.
Рассмотрение уголовных дел с участием присяжных заседателей федеральных судов общей юрисдикции проводится в Верховном Суде Российской Федерации, верховных судах республик, краевых, областных судах, судах городов федерального значения, автономной области и автономных округов, окружных (флотских) военных судах. В отношении обвиняемых по ч. 1 статьи 105 и ч. 4 статьи 111 Уголовного кодекса Российской Федерации дела с участием присяжных с 1 июня 2018 года рассматриваются в районных (городских) судах.

### Требования к присяжным заседателям
Согласно ст. 3 Федерального закона «О присяжных заседателях федеральных судов общей юрисдикции в РФ», присяжными заседателями не могут быть:
1. лица, не достигшие 25 лет
2. лица, имеющие непогашенную либо неснятую судимость
3. лица, признанные недееспособными либо ограниченные в дееспособности
4. состоящие на учёте в наркологическом либо психоневрологическом диспансере

также к участию в судопроизводстве в качестве присяжных заседателей не допускаются лица:
1. подозреваемые либо обвиняемые в совершении преступлений
2. не владеющие языком, на котором ведётся слушание
3. имеющие физические и/или психические недостатки, препятствующие полноценному участию в слушании дела

### Пределы рассмотрения уголовного дела коллегией присяжных
В судебном заседании с участием присяжных заседателей рассматриваются только доказательства непосредственно относящиеся к предъявленному подсудимым обвинению (ст. 334, 335 ч.7 УПК РФ). Процессуальные вопросы, (прежде всего ходатайства сторон о допустимости и относимости доказательств) рассматриваются председательствующим судьей единолично (ст. 335 ч.6 УПК РФ), после удаления присяжных заседателей в совещательную комнату.  Также в присутствии присяжных заседателей не изучаются доказательства характеризующие личность подсудимого (ст.334. ч.8 УПК РФ), указанные обстоятельства исследуются в случае провозглашения обвинительного вердикта без участия присяжных заседателей (ст. 347 УПК РФ), также на этой стадии обсуждаются правовые вопросы не подлежавшие исследованию в присутствии коллегии присяжных заседателей. 

### Вердикт присяжных заседателей
В соответствии со статьёй 343 Уголовно-процессуального Кодекса РФ, если присяжным заседателям при обсуждении вердикта в течение трёх часов не удалось достигнуть единодушия, решение принимается голосованием. Никто из присяжных заседателей не вправе воздержаться при голосовании. Если при обсуждении вопроса голоса разделяются поровну, вопрос считается решённым в пользу обвиняемого.
Обвинительный вердикт считается принятым, если за утвердительные ответы на вопросы о доказанности события преступления, деяния подсудимого и его виновности проголосовало большинство присяжных заседателей.
Оправдательный вердикт считается принятым, если за отрицательный ответ на любой из вышеуказанных вопросов проголосовало определённое частью 3 статьи 343 УПК число присяжных заседателей (в зависимости от уровня суда).
Оправдательный вердикт коллегии присяжных заседателей обязателен для председательствующего судьи и влечёт за собой постановление им оправдательного приговора. Обвинительный же вердикт коллегии присяжных заседателей не препятствует постановлению оправдательного приговора, если председательствующий судья признаёт, что деяние подсудимого не содержит признаков преступления.
В том случае, если председательствующий судья признаёт, что обвинительный вердикт вынесен в отношении невиновного и имеются достаточные основания для постановления оправдательного приговора ввиду того, что не установлено событие преступления, либо не доказано участие подсудимого в совершении преступления, он выносит постановление о роспуске коллегии присяжных заседателей и направлении уголовного дела на новое рассмотрение иным составом суда со стадии предварительного слушания. Это постановление судьи не подлежит обжалованию в кассационном порядке.

#### Доля оправдательных вердиктов коллегии присяжных в современной России
В период с 2004 по 2014 годы доля подсудимых, которых оправдали присяжными, в целом по России составляла от 13,6 % (в 2014 году) до 20,79 % (в 2008 году). При этом в России есть регионы, где доля оправдательных вердиктов присяжных за этот период была намного ниже, чем в среднем по стране. Примером является Свердловская область, где с 2003 по 2016 годы коллегии присяжных вынесли 70 вердиктов, из которых только 4 были оправдательными. То есть в Свердловской области доля оправдательных вердиктов составила с 2003 по 2016 годы только 5,7 %. Однако и это намного больше, чем доля оправдательных приговоров, вынесенных российскими профессиональными судьями. Всего в России доля оправдательных приговоров по всем уголовным делам составляла за 2004 - 2014 годы от 0,69 % (в 2012 году) до 1,09 % (в 2011 году).
С июля 2018 года суд присяжных заработал в судах районного уровня. За первые полгода реформы по всей России присяжные рассмотрели 59 уголовных дел, и по 22 из них был вынесен оправдательный вердикт, что составляет 37 %..

#### Отмена оправдательного приговора коллегии присяжных
В силу статьи 389.25 Уголовно-процессуального кодекса Российской Федерации оправдательный приговор, вынесенный с участием коллегии присяжных заседателей, может быть отменён в виду существенных процессуальных нарушений.
Большинство оправдательных приговоров, вынесенных на основании вердиктов коллегии присяжных отменяют вышестоящие суды. В отношении оправдательных приговоров, вынесенных на основании вердиктов коллегий присяжных районными (городскими) судами, статистика следующая:
- 2019 год — вынесено 154 оправдательных приговора, из которых апелляция отменила 84 приговора (54,5 %);
- 2020 год — вынесено 182 оправдательных приговора, из которых апелляция отменила 113 приговоров (62,1 %);
- 2021 год — вынесено 285 оправдательных приговоров, из которых апелляция отменила 201 приговор (71 %).

Обвинительные приговоры, вынесенные на основании вердиктов коллегии присяжных вышестоящие суды отменяют реже, чем оправдательные. В отношении обвинительных приговоров, вынесенных на основании вердиктов коллегий присяжных районными (городскими) судами, статистика следующая:
- 2019 год — вынесено 429 обвинительных приговоров, из которых апелляция отменила 48 приговоров (11,2 %), а изменила 24 приговора (5,6 %);
- 2020 год — вынесено 414 обвинительных приговоров, из которых апелляция отменила 58 приговоров (15 %), а изменила 22 приговора (5,3 %);
- 2021 год — вынесено 461 обвинительный приговор, из которых апелляция отменила 73 приговора (15,8 %), а изменила 29 приговоров (6,3 %).

После отмены оправдательного приговора дело отправляется на новое судебное разбирательство в иной состав суда и снова может быть рассмотрено с участием присяжных. Иногда бывает, что присяжные вновь оправдывают подсудимого, но затем вышестоящий суд вновь отменяет оправдательный приговор. Причем количество отмен оправдательных приговоров по одному и тому же уголовному делу закон не ограничивает. Так, в июле 2020 года в Крыму коллегия присяжных оправдала подсудимого, в отношении которого по тому же делу присяжные 3 раза выносили оправдательный вердикт, но три раза Верховный суд Республики Крым отменял оправдательный приговор и возвращал дело на новое рассмотрение. В итоге пришлось поменять территориальную подсудность — в районном суде не осталось судей, которые ранее не рассматривали это дело.

#### Расходы государства на суд присяжных
Присяжным за счёт бюджета возмещаются расходы на проезд к зданию суда, а также неполученный из-за исполнения обязанностей присяжного заработок. В 2018 году Судебному департаменту при Верховном суде Российской Федерации на выплаты присяжным (в том числе на оплату их проезда) было выделено около 6,5 млн рублей.